# داغاشيكاشي
داغاشي كاشي (باليابانية: だがしかし، بالروماجي: Dagashi Kashi) هي سلسلة مانغا يابانية من تأليف ورسم كوتوياما، نشرت من قبل شوغاكوكان في مجلة شونن سندي الأسبوعية، منذ 25 يونيو عام 2014 حتى 11 أبريل عام 2018. تم تجميع فصول المانغا في 11 مجلد تانكوبون. أنتجت إلى مسلسل أنمي تلفزيوني من قبل استوديو فيل، عرض في 7 يناير عام 2016 واستمر عرضه حتى 31 مارس عام 2016، وتكون من 12 حلقة. الجزء الثاني من إنتاج استوديو تيزوكا برودكشنز، عرض في 12 يناير عام 2018 واستمر عرضه حتى 30 مارس عام 2018، وتكون من 12 حلقة.

## القصة
تدور أحداث القصة عن شيكادا داغاشي، هو متجر ريفي يبيع الحلوى اليابانية التقليدية (داغاشي) تديره عائلة شيكادا منذ تسعة أجيال، لكن كوكونوتسو لا يريد أن يرث المحل بعد والده يو، بدلاً من ذلك يهدف إلى أن يصبح مانغاكا.

## الشخصيات
هوتارو شيداري (باليابانية: 枝垂 ほたる، بالروماجي: Shidare Hotaru)
أداء صوتي: أيانا تاكيتاتسو
كوكونوتسو شيكادا (باليابانية: 鹿田 ココノツ، بالروماجي: Shikada Kokonotsu)
أداء صوتي: أتسوشي آبي
سايا إيندو (باليابانية: 遠藤 サヤ، بالروماجي: Endō Saya)
أداء صوتي: مانامي نوماكورا
تو إيندو (باليابانية: 遠藤 豆، بالروماجي: Endō Tō)
أداء صوتي: تاتسوهيسا سوزوكي
يو شيكادا (باليابانية: 鹿田 ヨウ، بالروماجي: Shikada Yō)
أداء صوتي: كيجي فوجيوارا
هاجيمي أواري (باليابانية: 尾張 ハジメ، بالروماجي: Owari Hajime)
أداء صوتي: تشيناتسو أكاساكي
بينيوتاكا شيداري (باليابانية: 枝垂 紅豊، بالروماجي: Shidare Beniyutaka)
أداء صوتي: توموكازو سوغيتا
توماكو تاماي (باليابانية: 玉井 たまこ، بالروماجي: Tamai Tamako)
أداء صوتي: أسامي هارا

## وصلات خارجية
- موقع الأنمي الرسمي (باليابانية)
- داغاشيكاشي على موقع ANN manga (الإنجليزية)